# Kappa Leonis
Kappa Leonis (κ Leonis, κ Leo) ist ein Stern mit einer scheinbaren visuellen Helligkeit von 4,5 mag. Er gehört der Spektralklasse K2 III an und befindet sich in einer Entfernung von rund 200 Lichtjahren.
Der Stern trägt den historischen Eigennamen Minchir el-asad oder Minchir.